# Siua Maile

a Compétitions nationales et continentales officielles uniquement.

b Matchs officiels uniquement.
Dernière mise à jour le 15 juin 2024.
Siua Maile, né le 18 février 1997 à Angaha (île de ʻEua aux Tonga), est un joueur de rugby à XV international tongien évoluant au poste de talonneur. Il évolue avec le Benetton Trévise en United Rugby Championship depuis 2022. Il mesure 1,81 m pour 111 kg.

## Biographie
Siua Maile arrive en Nouvelle-Zélande en 2013 afin de suivre sa scolarité au lycée de Timaru. Il joue au rugby avec l'équipe de l'établissement, jouant pendant deux saisons avec l'équipe première. Au départ, il évolue au poste de centre, avant d'être replacé au poste de troisième ligne aile, puis de talonneur.
Il joue ensuite avec le club amateur du Shirley dans le championnat de la région de Canterbury. Il joue également avec l'équipe réserve de la province de Canterbury. À côté du rugby, il occupe un emploi de couvreur à Christchurch afin de nourrir sa famille.
En août 2019, malgré le fait qu'il n'ait jamais joué au niveau professionnel, il est sélectionné avec l'équipe des Tonga pour préparer la Coupe du monde à venir. Il compense alors les blessures de Paula Ngauamo et Sosefo Sakalia, touchés à l'entrainement. Maile est inconnu du staff, qui ignore jusqu'à son apparence, et il est contacté par le réseau social Facebook pour qu'il rejoigne le camp d'entrainement. Après s'être montré convaincant, il est retenu dans le groupe définitif pour disputer la coupe du monde, étant notamment préféré au vétéran Elvis Taione. 
Il connait sa première sélection avec les Tonga lors du dernier match de préparation de son équipe le 7 septembre 2019 à l’occasion d’un match contre l'équipe de Nouvelle-Zélande à Hamilton,.
Il dispute ensuite deux matchs lors de la compétition mondiale, contre l'Angleterre et les États-Unis.
En 2020, il rejoint la province de Manawatu évoluant en NPC. Il joue son premier match au niveau professionnel le 27 septembre 2020 contre Auckland.
Au début de l'année 2021, il participe à la présaison de la franchise des Crusaders et joue des matchs amicaux, sans pour autant obtenir un contrat professionnel,.
L'année suivante, après une deuxième saison avec Manawatu, il dispute cette fois la présaison 2022 avec les Hurricanes, devant compenser les vacances des internationaux Dane Coles et Asafo Aumua,. Il est réintégré à l'effectif professionnelle plus tard dans la saison, suivant la blessure de Coles, et joue son premier match de Super Rugby le 5 mars 2022 contre les Highlanders. Il marque son premier essai trois semaines plus tard contre les Melbourne Rebels.
En octobre 2022, il signe un contrat d'une saison avec l'équipe italienne du Benetton Trévise, évoluant en United Rugby Championship. Auteur d'une première saison convaincante, il prolonge son contrat pour deux saisons supplémentaires.
En juin 2023, il est sélectionné au sein du groupe tongien retenu pour préparer la Coupe du monde 2023 en France. Deux mois plus tard, il est sélectionné dans le groupe final de 33 joueurs pour le Mondial français. Il ne joue cependant aucune rencontre, devant déclarer forfait sur blessure le 29 septembre 2023.

## Palmarès

### En équipe nationale
- 15 sélections avec les Tonga depuis 2019.
- 5 points (1 essai).

- Participation à la Coupe du monde 2019 (2 matchs)